# 아시안 하이웨이 72호선
아시안 하이웨이 72호선(AH72)은 이란의 테헤란과 부셰르를 이어주는 국제 간선 도로망으로, 총 연장은 1172 km(728 마일)이다. 그러나 전선 모두 이란을 관통하고 있는 특이한 도로망을 가지고 있다.

## 주요 경유지
주요 경유지는 전선 이란을 관통하며, 구간은 아래와 같다.

### 이란
- 고속국도 제7호선 : 테헤란 - 쿰 - 멀체흐크볼트(영어판)
- 국도 제65호선 : 멀체흐크볼트(영어판) - 샤힌샤르(영어판)
- 고속국도 제9호선 : 샤힌샤르(영어판) - 이스파한
- 국도 제65호선 : 이스파한 - 아바데 - 시라즈
- 국도 제86호선 : 시라즈 - 카에미에(영어판) - 부셰르